# CS Știința Bacău
CS Știința Bacău – żeński klub piłki siatkowej z Rumunii. Swoją siedzibę ma w Bacău. 

## Sukcesy
Mistrzostwo Rumunii:
- 1998, 2005, 2013, 2014
- 1994, 1995, 1996, 1999, 2000, 2001, 2004, 2006, 2011, 2012
- 2007, 2008, 2018

Puchar Rumunii:
- 2005, 2006, 2013, 2014, 2015

## Kadra zawodnicza 2013/14
- 01  Ramona Breban
- 02  Denisa Rogojinaru
- 03  Roxana Iosef-Bacșiș
- 04  Lucía Gaido
- 05  Mihaela Herlea
- 06  Monika Potokar
- 07  Aleksandra Petrović
- 08  Mihaela Albu
- 09  Aylín Pereyra
- 10  Alexandra Sobo
- 11  Crina Bălțatu
- 12  Marina Cvetanović (od 06.12.2013 Polski Cukier Muszynianka Fakro Bank BPS Muszyna)
- 13  Sabina Miclea-Grigoruță
- 14  Kim Staelens
- 15  Emilce Sosa
- 16  Marina Vujović